# Stableford (golfe)
Stableford é um sistema de pontuação alternativo usado no golfe. Em vez de contar o número total de tacadas dadas, como no jogo por tacadas, envolve marcar pontos com base no número de tacadas dadas em cada buraco. Ao contrário dos métodos de pontuação tradicionais, em que o objetivo é obter a pontuação mais baixa, nas regras de Stableford, o objetivo é obter a pontuação mais alta.
O sistema Stableford foi desenvolvido pelo inglês Frank Barney Gorton Stableford (1870–1959), para impedir que os jogadores de golfe desistam de uma rodada após um ou dois buracos ruins. Foi usado pela primeira vez informalmente no Glamorganshire Golf Club, Penarth, País de Gales, em 1898, e usado pela primeira vez em competição no Wallasey Golf Club em Wallasey, Inglaterra, em 1932. Durante sua filiação nos clubes de golfe Glamorganshire e Wallasey, Stableford foi membro do Anglesey Golf Club North Wales, durante a maior parte da década de 1920.
Este sistema de pontuação pode ter o benefício adicional de acelerar o ritmo do jogo, pois uma vez que não é mais possível marcar um ponto, os jogadores não precisam completar o buraco, mas podem simplesmente pegar a bola de golfe e prosseguir para o próximo buraco. É uma forma popular de jogar golfe, especialmente em nível de clubes de golfe e principalmente no Reino Unido, pois neste sistema, os golfistas podem registrar um placar competitivo apesar de ter jogado um buraco ruim ocasional.

## Pontuação
O número de pontos concedidos em cada buraco é determinado com base na comparação do número de tacadas executadas com uma pontuação fixa, geralmente o par. Este resultado fixo é então ajustado em relação ao handicap (número fixo de tacadas que equaliza golfistas de diferentes níveis de habilidade) do jogador. Uma vez que os jogadores tenham dado duas tacadas a mais do que o placar fixo ajustado, eles podem abandonar o buraco e passar para o próximo, pois não será possível marcar nenhum ponto naquele buraco. Por causa disso, ainda é possível ser competitivo mesmo com alguns buracos ruins. No final da rodada, o número de pontos marcados em cada buraco é totalizado para dar uma pontuação final. O vencedor de uma competição jogada com o sistema Stableford é o jogador com o maior total de pontos. As pontuações finais podem ser modificadas para todos os jogadores usando o sistema Competition Stableford Adjustment (Ajuste de Competição Stableford).
No Reino Unido, a pontuação fixa seria ajustada de acordo com os índices de tacadas (stroke indexes, SI) dos buracos, começando no buraco com índice de tacada mais baixo (índice 1), até o índice de tacada 18 mais alto. Por exemplo, um jogador com handicap 12 aumentaria a pontuação fixa nos buracos indexados de 1 a 12, um jogador com handicap 24 aumentaria a pontuação em dois buracos indexados de 1 a 6 e em um para os demais, e um jogador com handicap positivo reduziria o pontuações fixas começando no buraco de índice de tacadas 18.
O número de pontos concedidos por buraco, conforme especificado pelo The R&A e pela Associação de Golfe dos Estados Unidos (USGA), é o seguinte:
| Pontos | Tacadas dadas em relação à pontuação fixa ajustada                        |
| ------ | ------------------------------------------------------------------------- |
| 0      | 2 tacadas ou mais, ou nenhuma pontuação registrada (double bogey ou pior) |
| 1      | 1 tacada acima (bogey)                                                    |
| 2      | Mesmo número de tacadas (par)                                             |
| 3      | 1 tacada abaixo (birdie)                                                  |
| 4      | 2 tacadas abaixo (eagle)                                                  |
| 5      | 3 tacadas abaixo (albatross/double eagle)                                 |
| 6      | 4 tacadas abaixo (condor/triple eagle ou melhor)                          |

Esta versão de pontuação linear de Stableford é essencialmente a mesma do jogo por tacadas tradicional, onde a pontuação máxima para cada buraco é limitada a um double bogey (duas tacadas acima do par).

### Stableford modificado
O sistema Stableford padrão pode ser alterado para usar diferentes pontuações, comumente referido como um sistema Stableford Modificado. É um sistema de pontuação máxima. Por exemplo, no golfe profissional, a tabela de pontuação a seguir foi usada e foi usada no Barracuda Championship no PGA Tour em julho de 2019.
| Pontos | Tacadas dadas em relação ao par                       |
| ------ | ----------------------------------------------------- |
| +8     | Albatross (3 tacadas abaixo do par)                   |
| +5     | Eagle (2 tacadas abaixo do par)                       |
| +2     | Birdie (1 tacada abaixo do par)                       |
| 0      | Par                                                   |
| −1     | Bogey (1 tacada acima do par)                         |
| −3     | Double bogey ou pior (2 tacadas ou mais acima do par) |

Essa escala de pontos encoraja o jogo agressivo, já que a recompensa por marcar abaixo do par é maior do que a penalidade por marcar acima do par. A pontuação máxima é de duas tacadas acima do par; uma vez que um jogador fez sua tacada e está uma tacada acima do par, ele pode conceder, pegar a bola, fazer um double bogey e prosseguir para o próximo buraco sem penalidade.